# Grådrongo
Grådrongo (Dicrurus leucophaeus) är en asiatisk fågel i familjen drongor inom ordningen tättingar, med mycket vid utbredning från Afghanistan till Borneo.

## Utseende
Grådrongon är en medelstor drongo med en kroppslängd på 28 centimeter. Den är mörkgrå ovan och skiffergrå under med blågrå glans. Dess iris är tydligt röd. Ungfågeln är mer brungrå under med otydlig blek fjällning. Underarterna (se nedan) varierar i utseende, där exempelvis hopwoodi ä blekare grå och salangensis har vit tygel och örontäckare. 

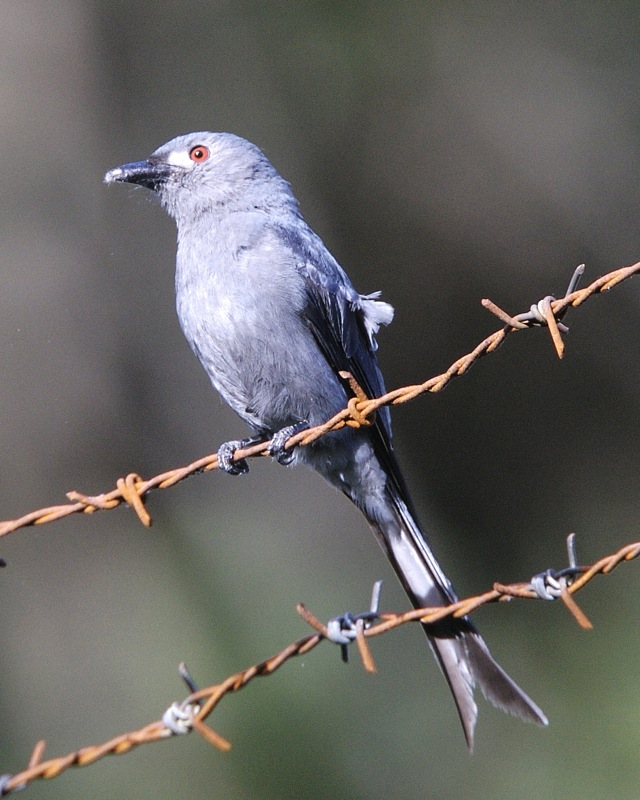
Grådrongo i Sabah, Malaysia.
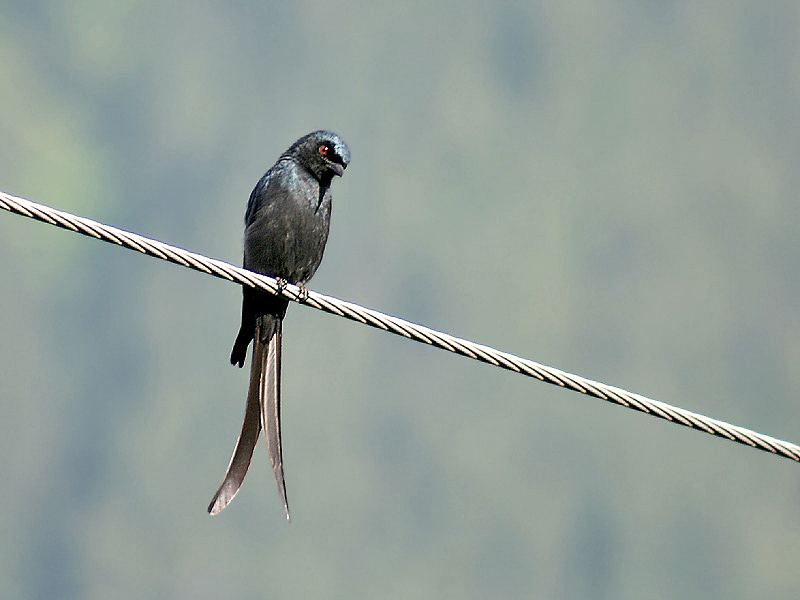
Grådrongo i Kolkata, Indien.
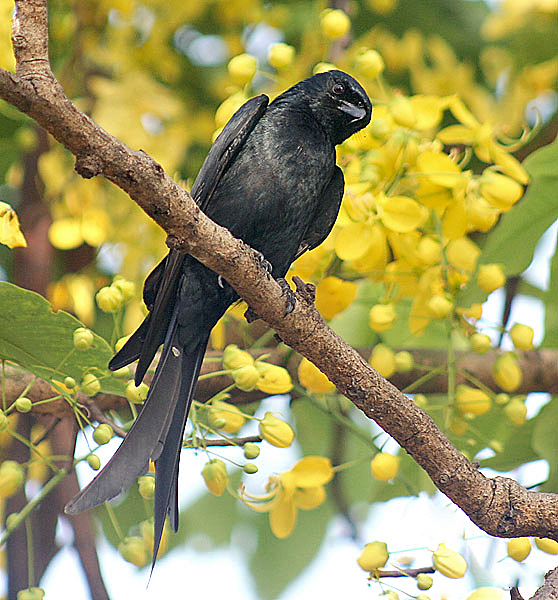
Grådrongo i Kolkata, Indien.

## Läten
Sången är ett klart visslande som i engelsk litteratur återges "huur-uur-cheluu" eller "wee-peet wee-peet". Även andra jamande läten och härmningar av andra fåglar hörs. Den har rapporterats ibland sjunga nattetid.

## Utbredning och systematik
Grådrongo delas in i 14 underarter med följande utbredning:
- longicaudatus-gruppen
  - Dicrurus leucophaeus longicaudatus – förekommer från östra Afghanistan till Sikkim, flyttar till södra Indien och Sri Lanka
  - Dicrurus leucophaeus hopwoodi – förekommer från östra Himalaya till Myanmar och södra Kina, flyttar till Indokina
  - Dicrurus leucophaeus nigrescens – förekommer i mangroveskogar i allra sydligaste Myanmar, södra Thailand och Malackahalvön
- leucophaeus-gruppen
  - Dicrurus leucophaeus mouhoti – förekommer i södra Burma och norra Thailand, flyttar till Indokina
  - Dicrurus leucophaeus celaenus – Simeulue utanför nordvästra Sumatra
  - Dicrurus leucophaeus bondi – förekommer i västra och östra Thailand, södra Laos, Kambodja och södra Vietnam
  - Dicrurus leucophaeus leucophaeus – förekommer på Java, Bali, Lombok, Palawan, Calamianöarna och Balabacöarna
- Dicrurus leucophaeus leucogenis – förekommer i Manchuriet och östra Kina, flyttar till Indokina
- Dicrurus leucophaeus salangensis – förekommer i sydöstra Kina, flyttar till Indokina
- Dicrurus leucophaeus innexus – förekommer på Hainan (södra Kina)
- periophthalmicus-gruppen
  - Dicrurus leucophaeus periophthalmicus - förekommer på Mentawaiöarna (utanför Sumatra)
  - Dicrurus leucophaeus siberu - förekommer på Siberut (utanför Sumatra)
  - Dicrurus leucophaeus batakensis - förekommer på norra Sumatra
  - Dicrurus leucophaeus phaedrus - förekommer på södra Sumatra
- Dicrurus leucophaeus stigmatops – förekommer i bergen på norra Borneo

Arten har påträffats på Koreahalvön samt i Singapore och Taiwan. Den har även setts längre västerut till Förenade Arabemiraten, Kuwait och Israel.

## Levnadssätt
Arten häckar i skog och övervintrar i beskogade områden. Den lever huvudsakligen av insekter, men tar även små ryggradsdjur. Fågeln häckar i maj-juni i Himalaya, april-juni i Kina, april i centrala Myanmar och mars-maj på Sumatra.

## Status och hot
Artens population har inte uppskattats och dess populationstrend är okänd, men utbredningsområdet är relativt stort. Internationella naturvårdsunionen IUCN anser inte att den är hotad och placerar den därför i kategorin livskraftig. Världspopulationen har inte uppskattats, men den beskrivs som generellt vanlig i Indien, men ovanlig i Bangladesh.